# Toronto (banda)
Toronto, posteriormente "Holly Woods e Toronto", foi uma banda de rock canadense formada no final dos anos 1970 em Toronto, Ontario, conhecida pelo hit "Your Daddy Don't Know", e por gravar, em 1983, a versão original da power ballad "What About Love", uma canção que se tornaria um hit mundial após ser gravada, dois anos depois, pela banda Heart. A versão original de "What About Love", como gravada em 1983, permaneceu comercialmente inédita até 2002, quando apareceu como um bônus extra no CD "Toronto: The Greatest Hits".
A banda conseguiu um punhado de singles de sucesso no Canadá no início dos anos 80, incluindo "Your Daddy Don't Know", "Start Tellin 'the Truth" e "Girls' Night Out". "Your Daddy Don't Know" foi regravada pelo grupo The New Pornographers especialmente para a trilha sonora do filme FUBAR: The Album, de 2003.
Em 1981, a banda foi indicada ao Juno Awards na categoria "Most Promising Group of the Year".

## Membros Originais
- Annie "Holly" Woods - Vocais
- Brian Allen - Guitarras.
- Sheron Alton - Guitarras, Back Vocals
- Scott Kreyer - Teclados
- Nick Costello - Baixo Elétrico
- Jimmy Fox - Baterias

## Biografia da Banda
A banda começou quando a cantora Annie "Holly" Woods conheceu o guitarrista Brian Allen. O grupo era formado ainda por Sheron Alton, o tecladista Scott Kreyer, o baixista Nick Costello e o baterista Jimmy Fox, mas mudaram constantemente durante a vida da banda.
O primeiro álbum do grupo, Lookin 'for Trouble, foi lançado em 1980. Seu single de trabalho, "Even The Score" foi um sucesso menor, quase adentrando o Top 40 canadense. O álbum Head On (1981) foi o sucessor, após o qual Costello e Fox deixaram a banda e foram substituídos por Gary LaLonde e Barry Connors. Com esse trabalho, a banda foi nomeada, em 1981, para o Juno Awards na categoria "Grupo Mais Promissor do Ano".
Em 1982, a banda lançou no mercado o álbum Get It On Credit. Seu primeiro single, "Your Daddy Don't Know", alcançou o top 5 no Canadá e o número 77 nos EUA, sendo até hoje o seu hit mais conhecido. "Your Daddy Don't Know" foi nomeado para um Juno Awards em 1983 na categoria "Compositor do Ano". Lalonde foi então substituído por Mike Gingrich, que gravou o álbum Girls' Night Out em 1983. Este álbum também recebeu atenção, assim como o álbum Greatest Hits da banda de 1984. Em 1984, Annie "Holly" Woods foi indicada para um Juno Awards na categoria "Vocalista Feminina do Ano".
Subseqüentemente, houve várias saídas e entradas em 1984 e 1985, com os membros fundadores Allen e Alton saindo (por estarem frustrados por serem incapazes de convencer seus companheiros de banda a lançarem a canção What About Love), junto com o baterista Connors. Eles foram substituídos por Marty Walsh (guitarras), Daryl Alvaro (guitarras) e Paul Hanna (bateria), e a banda rebatizou-se de "Holly Woods e Toronto". Em 1985, este novo sexteto lançou seu último álbum, Assault and Flattery, já creditado como "Holly Woods e Toronto". O álbum apresentava o single "New Romance", escrito por Holly Knight e Anton Fig.
Em 1985, a banda foi forçada a se separar quando a Solid Gold Records entrou com pedido de falência. Woods e Kreyer acabaram se mudando para Atlanta, onde entraram na Lowery Studios para gravar um álbum solo de Woods. No entanto, o álbum foi arquivado por mais de 20 anos, até que a Cyclone Records adquiriu os direitos dos mestres "perdidos" e lançou o álbum em 2007.

## Prêmios e Indicações
| Ano  | Prêmio      | Categoria                         | Indicação/Info                                           | Resultado | Ref. |
| ---- | ----------- | --------------------------------- | -------------------------------------------------------- | --------- | ---- |
| 1981 | Juno Awards | Grupo/Banda mais promissor do ano |                                                          | Indicado  |      |
| 1983 | Juno Awards | Compositor do Ano                 | Geoff Iwamoto e Michael Roth por "Your Daddy Don't Know" | Indicado  |      |
| 1984 | Juno Awards | Vocalista Feminina do Ano         | Annie "Holly" Woods                                      | Indicado  |      |

## Discografia

### Álbuns
| Ano  | Álbum               | Info                                   | Billboard Top 200 Albums | Ref.  |
| ---- | ------------------- | -------------------------------------- | ------------------------ | ----- |
| 1980 | Lookin' for Trouble |                                        | 185                      | [ 1 ] |
| 1981 | Head On             |                                        |                          |       |
| 1982 | Get It on Credit    |                                        | 162                      | [ 2 ] |
| 1983 | Girls' Night Out    |                                        |                          |       |
| 1984 | Greatest Hits       | Coletânea                              |                          |       |
| 1985 | Assault & Flattery  | Creditado como "Holly Woods & Toronto" |                          |       |

### Singles
| Ano  | Single                     | Canadian Singles Chart | CHUM Chart | Billboard Hot 100 |
| ---- | -------------------------- | ---------------------- | ---------- | ----------------- |
| 1980 | "Even the Score"           | 44                     | 14         | 104               |
| 1980 | "5035"                     | –                      | –          | –                 |
| 1980 | "Lookin' For Trouble"      | 73                     | –          | –                 |
| 1980 | "Still Talkin' 'Bout Love" | –                      | –          | –                 |
| 1981 | "Silver Screen"            | –                      | –          | –                 |
| 1981 | "Enough Is Enough"         | –                      | –          | –                 |
| 1982 | "Your Daddy Don't Know"    | 5                      | 2          | 77                |
| 1982 | "Start Tellin' the Truth"  | 15                     | 4          | –                 |
| 1982 | "Don't Walk Away"          | –                      | –          | –                 |
| 1982 | "Get It On Credit"         | –                      | –          | –                 |
| 1983 | "Girls Night Out"          | 14                     | 19         | –                 |
| 1983 | "All I Need"               | 38                     | 25         | –                 |
| 1984 | "Ready to Make Up"         | 33                     | 23         | –                 |
| 1984 | "New Romance"              | 26                     | 20         | –                 |